# Lucien Jean-Baptiste

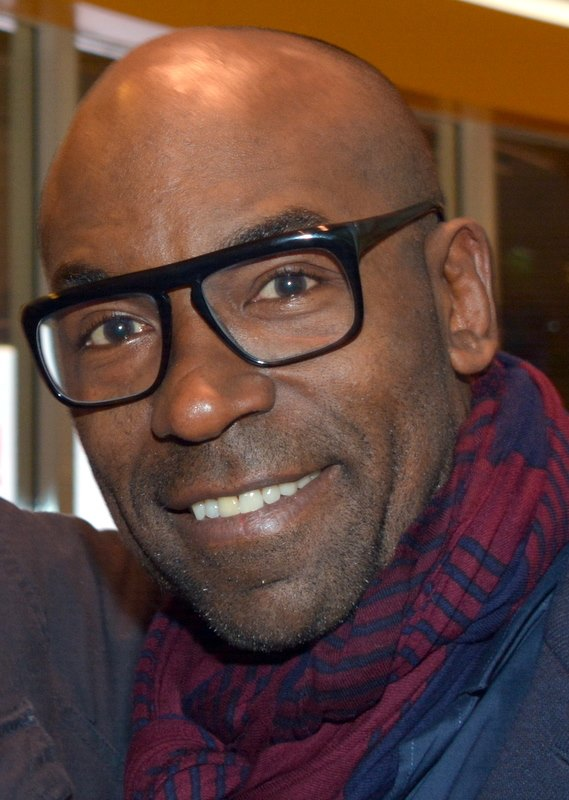
Lucien Jean-Baptiste 2016

Lucien Jean-Baptiste (* 6. Mai 1964 in Fort de France, Martinique) ist ein französischer Schauspieler, Synchronsprecher und Regisseur.

## Leben
Jean-Baptiste verbrachte seine frühe Kindheit auf Martinique und zog mit seiner Mutter und fünf Geschwistern im Alter von drei Jahren nach Frankreich. Im Alter von acht Jahren meldete seine Mutter ihn in einer Casting-Agentur an, die in Paris mit Jean-Baptiste Werbespots für Afrika drehte. Er gab seine Schauspielambitionen jedoch auf, absolvierte eine Ausbildung zum Werbefachmann und gründete in Paris eine Werbeagentur, die er zwölf Jahre lang leitete.
Mit 31 Jahren nahm er Schauspielunterricht an der privaten Schauspielschule Cours Florent in Paris. Er wurde ein gefragter Synchronsprecher und ist die französische Stimme u. a. von Chris Rock, Martin Lawrence, Don Cheadle, Jamie Foxx und Will Smith. Nach kleineren Rollen in Kurz-, Fernseh- und Kinofilmen erlebte er 2005 in Emmenez-moi seinen Durchbruch als Schauspieler. 
In der 2009 erschienenen autobiografischen Filmkomödie Triff die Elisabeths! übernahm er die Hauptrolle, schrieb das Drehbuch und führte zudem zum ersten Mal Regie. Mit 1,6 Millionen Zuschauern wurde der Film in Frankreich ein Überraschungserfolg. Jean-Baptiste erhielt für den Film 2010 eine César-Nominierung in der Kategorie Bestes Erstlingswerk. Mit 30° couleur erschien 2012 seine zweite Regiearbeit, 2016 folgte mit Dieumerci! sein dritter Film als Regisseur. Noch im gleichen Jahr wurde mit Zum Verwechseln ähnlich eine weitere Regiearbeit veröffentlicht.

## Filmografie (Auswahl)
- 1999: Eine andere Welt (Du bleu jusqu’en Amérique)
- 2001: Jeu de cons
- 2001: De l’amour
- 2001: C’est la vie
- 2001: Caméra café (TV-Serie, sechs Folgen)
- 2002: La mentale
- 2003: Vom Himmel hoch (Quand tu descendras du ciel)
- 2003: Der Mann ohne Kopf (L’homme sans tête) (Kurzfilm)
- 2003: L’outremangeur
- 2004: L’ex-femme de ma vie
- 2005: Emmenez-moi
- 2006: Vögel des Himmels (Les oiseaux du ciel)
- 2006: Les irréductibles
- 2006: On va s’aimer
- 2007: 13 m²
- 2007: Der Mord an Prinzessin Diana (The Murder of Princess Diana) (TV)
- 2009: Triff die Elisabeths! (La première étoile) – auch Regie, Drehbuch
- 2009: Aliker
- 2010: Henry
- 2011: On the Run (La proie)
- 2011: Possessions
- 2012: Meine erste Liebe (Ma première fois)
- 2012: 30° couleur – auch Regie, Drehbuch
- 2013: Turf
- 2013: La vraie vie des profs
- 2013: Je fais le mort
- 2013: Fonzy
- 2016: Dieumerci!
- 2016: Zum Verwechseln ähnlich (Il a déjà tes yeux)
- 2016: Wohne lieber ungewöhnlich (C’est quoi cette famille?!)

## Auszeichnungen
- 2009: Grand Prix des Alpe d’Huez International Comedy Film Festival für Triff die Elisabeths!
- 2009: Publikumspreis des Alpe d’Huez International Comedy Film Festival für Triff die Elisabeths!
- 2010: César-Nominierung, Bestes Erstlingswerk, für Triff die Elisabeths!